# رودخانه سوپر
رودخانه سوپر ( اینوکتیتوت : Kuujuaq) ، به معنی "رود بزرگ)  یک آبراه در جزیره بافین، نوناووت است. رودخانه بیش از ۱۰۰ کیلومتر (۶۲ مایل) جریان دارد و سپس به دریاچه سوپر و ورودی دلپذیر می ریزد. رودخانه سوپر در سال ۱۹۹۲ به عنوان رودخانه میراث کانادا انتخاب شد

## پژوهش
گیاهان منطقه رودخانه سوپر از دهه ۱۹۲۰ مورد مطالعه یا موجودی قرار نگرفتند.   در ژوئن ۲۰۱۲، چهار گیاه‌شناس کانادایی از هرباریوم ملی کانادا به منطقه رودخانه سوپر سفر کردند تا با جمع‌آوری نمونه‌ها و فهرست‌بندی نمونه‌های گیاه، تنوع زیستی گیاه‌شناسی منطقه را ارزیابی کنند.این سفر بخشی از یک پروژه پنج ساله برای ثبت فلور قطب شمال و بهبود طبقه بندی اکولوژی قطب شمال بود.  